# Газни (провинция)

Районы провинции Газни (Карта до 2005 года).

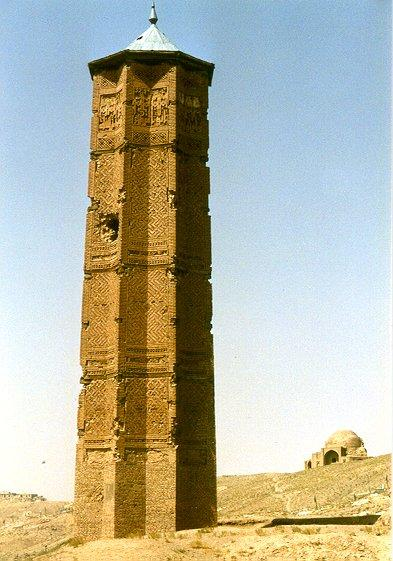
Минарет Газни, построенный Бахрамшах во время Империи Газневидов.

Газни́ (пушту غزني‎, дари غزنی — Ġazni) — провинция в центральной части Афганистана. Площадь — 22 915 км². Население — 1 092 000 человек (2007 год). Административный центр провинции — город Газни (население — 141 000 человек).

## Административное деление
Провинция Газни делится на 18 районов:
- Аб-Банд
- Аджристан[англ.]
- Андар
- Бахрами Шадид
- Вагаз
- Гелан
- Газни
- Гиро
- Дих-Як
- Джагори
- Зана-Хан
- Карабаг
- Хогьяни
- Хаджа-Умари
- Малистан
- Нава
- Навур
- Рашидан

## История
В годы Афганской войны (1979—1989) в провинции Газни дислоцировался 191-й отдельный мотострелковый полк.

## Экономика
- Плотина Банд-е Сардех

## Известные уроженцы
- Абдул Ахад Моманд (род. 1959) — космонавт-исследователь космического корабля «Союз ТМ-6» («Союз ТМ-5») и орбитальной станции «Мир»; единственный космонавт Республики Афганистан, капитан афганских ВВС. Герой Советского Союза (1988).
- Нур Мохаммад Тараки (1917—1979) — общественный, политический и государственный деятель; писатель, журналист, Генеральный секретарь ЦК НДПА (1965—1967; 1977—1979) и лидер её фракции «Хальк». После Саурской революции и прихода к власти партии НДПА — председатель Революционного совета и премьер-министр Афганистана (1978—1979).